# Ariana Bayler

a Compétitions nationales et continentales officielles uniquement.

b Matchs officiels uniquement.
Dernière mise à jour le 12 avril 2024.
Ariana Bayler, née le 14 décembre 1996 à Waihi (Nouvelle-Zélande), est une joueuse internationale néo-zélandaise de rugby à XV évoluant principalement au poste de demi de mêlée. Elle représente la province de Waikato en Farah Palmer Cup et joue avec les Chiefs Manawa en Super Rugby Aupiki.

## Biographie
Ariana Bayler naît le 14 décembre 1996 à Waihi en Nouvelle-Zélande. Elle débute le rugby à XV à douze ans au club de Waihi, où sa mère terrifiée lui impose de jouer avec toutes les protections existantes. Elle part ensuite en internat à la Hamilton Girls' High School qui dispose d'un programme de rugby réputé.[réf. nécessaire]
Elle est toujours lycéenne quand la province de Waikato la sélectionne, elle n'a que seize ans. Au cours des saisons suivantes, elles se rompt les croisés à trois reprises. Une première fois en 2015, restant un an sans jouer. À peine revenue, elle subit la même blessure à l'autre genou, pour la même indisponibilité. Elle reprend la compétition en 2018 et en fin d'année elle se rompt à nouveau les croisés lors d'un tournoi de rugby à sept. À ce stade, elle déclare que sa seule motivation pour se soigner et encaisser la rééducation fut le maillot des Black Ferns.[Quoi ?]
Elle joue son premier match en équipe de Nouvelle-Zélande en 2021, à Exeter contre les Red Roses.
En 2022, elle joue pour la franchise des Chiefs Manawa. Elle compte 5 sélections en équipe nationale quand elle est retenue en septembre pour disputer la Coupe du monde qui se joue pour elle à domicile.
Des soucis physiques au tendon d'Achille gâchent son début de saison 2023 et elle n'est pas appelée pour les Pacific Four Series. Mais à l'automne elle est sélectionnée pour disputer, toujours dans son pays, le WXV.

## Palmarès

### En province
- Finaliste du National Provincial Championship 2014 et 2020.
- Vainqueur du National Provincial Championship en 2021.

### En équipe nationale
- Vainqueur de la Coupe du monde en 2021.
- Vainqueur des Pacific Four Series en 2022.